# 1700 en arts plastiques
| Années des arts plastiques : 1697 - 1698 - 1699 - 1700 - 1701 - 1702 - 1703    |
| Décennies des arts plastiques : 1670 - 1680 - 1690 - 1700 - 1710 - 1720 - 1730 |

Cette page concerne l'année 1700 en arts plastiques.

## Œuvres

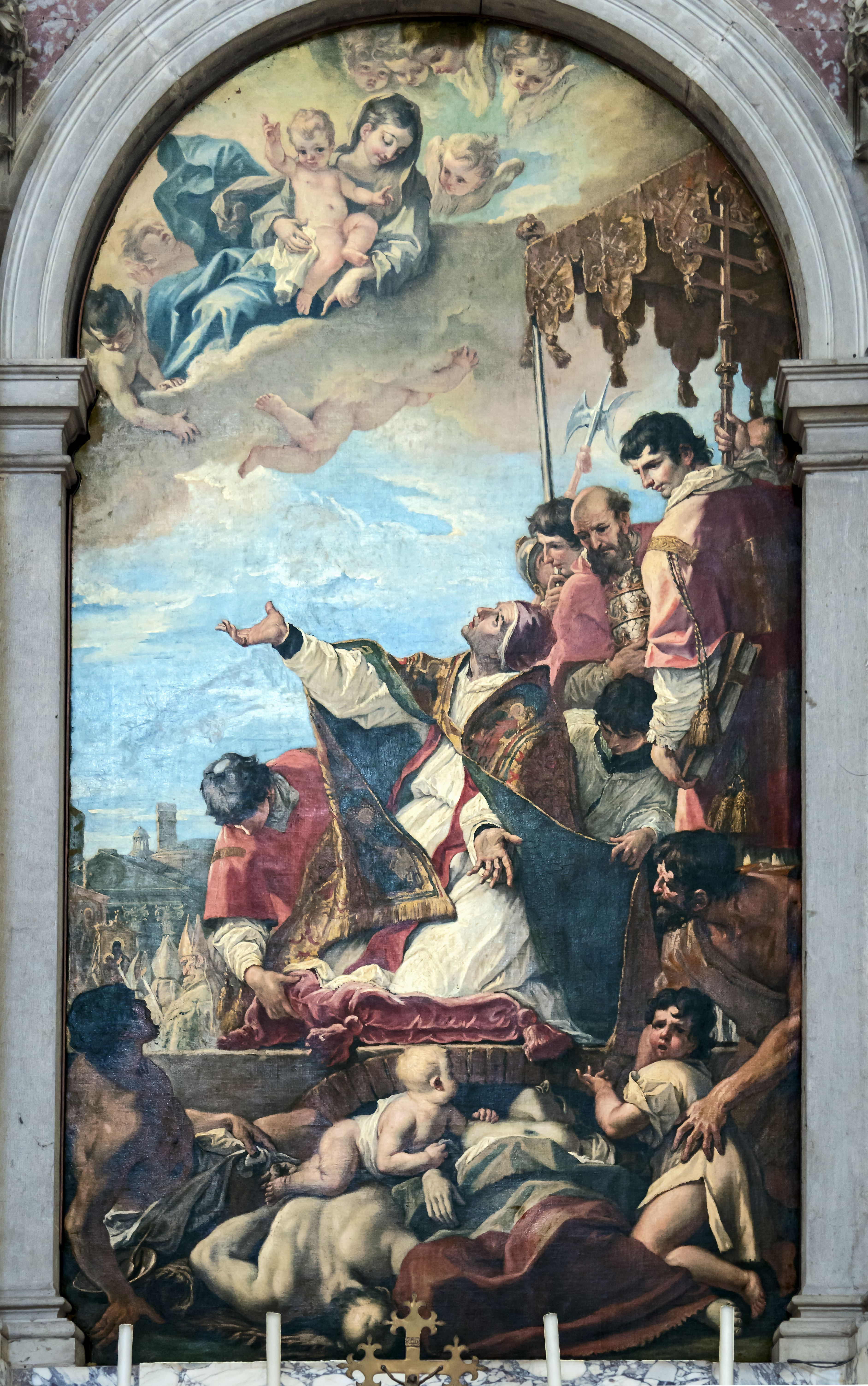
San Gregorio Magno intercede presso la Madonna, Sebastiano Ricci.

- 12 janvier : Pierre Le Ber peint le Vrai portrait de Marguerite Bourgeoys immédiatement après sa mort. C'est l'un des plus anciens tableaux connu peints par un artiste né au Canada[1].

- 24 août : inauguration de Saint Grégoire le Grand invoque la Vierge pour la fin de la peste à Rome, retable de Sebastiano Ricci pour la Cappella di San Gregorio de la basilique Sainte-Justine de Padoue[2],[3].

## Naissances
- 7 janvier : Situ Panchen, peintre, écrivain et médecin tibétain († 5 avril 1774),
- 13 janvier : Georg Lichtensteger, graveur allemand († 18 mars 1781),
- 3 mars : Charles-Joseph Natoire, peintre français († 23 août 1777).
- 13 mars : Antonio Joli, peintre italien de veduta († 29 avril 1777),
- 12 mai : Luigi Vanvitelli, peintre et architecte baroque italien († 1er mars 1773),
- 22 mai : Michel-François Dandré-Bardon, peintre, dessinateur et graveur français († 13 avril 1783).

- Vers 1700 :
  - Michel Aubert, graveur français († 30 avril 1757),
  - Felice Polanzani, graveur italien († après 1783),
  - Pietro Guarienti, biographe et peintre italien († 1765).
  - Christoph Perwanger, sculpteur actif en Prusse-Occidentale et en Prusse-Orientale ainsi qu'en Varmie († avant 1767).

## Décès
- 2 juillet : Lambert Doomer, peintre néerlandais (° 11 février 1624),
- 7 novembre : Pietro Santi Bartoli, peintre et sculpteur italien (° 1635),
- Vers 1700 : 
  - Francisco Antolínez, peintre espagnol (° 1645),
  - Agostino Bonisoli, peintre baroque italien (° 1633),
  - Giorgio Bonola, peintre baroque italien (° 1657).